# Акта Балтико-Славика
Акта Балтико-Славика (на полски: Acta Baltico-Slavica) е академично списание, международен интердисциплинарен годишник, обхващащ проблемите на балтите и славяните. Страниците на годишника съдържат материали от областта на лингвистиката, антропологията, историческите и културните изследвания.

## История
В периода 1964 – 1977 г. се издава от Научното дружество в Бялисток, през 1977 – 1992 г. от Национален институт „Осолински“ във Вроцлав. От 1992 г. списанието се издава от Института за славянски изследвания на Полската академия на науките във Варшава.